# Merchant Taylors' School
Merchant Taylors’ School (MTS) är en privatskola belägen i Northwood i norra London. Den grundades 1561 av medlemmar från The Worshipful Company of Merchant Taylors, en av Londons sammanslutningar för skräddare. Skolan är en pojkskola, och har cirka 800 elever i åldrarna 11-18 år. Det finns även två andra Merchant Taylors-skolor i England, nämligen Merchant Taylors' School, Crosby, och Merchant Taylors' School for Girls, båda belägna i Crosby i norra Liverpool.
MTS är en av de nio privatskolorna som listas i 1868 års Public Schools Act (de övriga är Charterhouse, Eton College, Harrow School, Rugby School, St Paul's School, Shrewsbury School, Westminster School och Winchester College) och anses därmed ha fått en viss särställning bland landets skolor.
Före detta elever vid MTS kallas Old Merchant Taylors (OMTs). Till dessa hör Edmund Spenser, Boris Karloff, E.H. Carr, Conn Iggulden och John E. Sulston.